# Isaac Pérez Recao
Isaac Pérez Recao (Caracas, Venezuela, 23 de julio de 1969) es un empresario venezolano, acusado de ser uno de los artífices del Golpe de Estado en Venezuela de 2002.

## Biografía
Isaac Pérez Recao es sobrino de Juan Pablo Pérez Alfonzo, creador y fundador de la Organización de Países Exportadores de Petróleo. Su padre fue Isaac Pérez Alfonzo, Caballero de la Soberana Orden de Malta y constructor de los principales centros de comercio en Venezuela. Está relacionado con la industria petroquímica y de la construcción, habiendo desarrollado proyectos de centros comerciales, edificios, unidades habitacionales y hoteleras; además de fincas agropecuarias en Venezuela, Costa Rica, Argentina y España.

### Formación y estudios
Pérez Recao es graduado de Administración de Empresas. En los Estados Unidos, realizó especializaciones en Advance Managment (AMP), Advance Negotiations y Leadership en Wharton School de la Universidad de Pensilvania, Universidad de Harvard, Universidad de Stanford y Universidad de Yale. También completó el programa de especialización en Política, Poder e Influencia de la Universidad de Oxford de Inglaterra. Es piloto certificado de helicópteros y de aviones.

## Negocios con Carlos Molina Tamayo
Era bien conocido que Isaac Pérez Recao se dedicara al negocio de las armas, por lo que también fungió como proveedor de armas de las Fuerzas Armadas de Venezuela. Sin embargo, mediante la venta de subfusiles automáticos FN P90, fabricados en Bélgica por FN Herstal, los cuales serían asignados a unidades élites de la Guardia Nacional de Venezuela; Pérez Recao obtendría una sustanciosa ganancia en dicha venta, incluso se habló de una comisión que se habría repartido con Carlos Molina Tamayo, Contraalmirante de la Armada Bolivariana y, quien fuera para entonces, jefe de la Dirección General de Armas y Explosivos (DAEX) de las Fuerzas Armadas de Venezuela.
Esta no sería la última vez que se vinculó a Pérez Recao en negocios con Carlos Molina Tamayo, ya que el portal La Tabla señaló a Molina Tamayo de presuntamente estar dirigiendo «empresas de maletín» en España, con fines de lavado de dinero, afirmando que estaría ligado al manejo de empresas de los hermanos de Isaac Pérez Recao, pues, Molina Tamayo sería consejero y secretario en Bodegas Muntra SL, y administrador solidario en Alphastar Trading España SL. En ambas directivas trabajó con Vicente Ignacio y Odette Carolina Pérez Recao, hermanos de Isaac Pérez Recao.

## Tragedia de Vargas de 1999
Durante la Tragedia de Vargas de 1999, Pérez Recao y su grupo fueron las primeras personas en entrar al rescate de los damnificados, junto al General Ovidio Poggioli y el Contraalmirante Carlos Molina Tamayo. Se estima que Pérez Recao, y su equipo rescató a más de 60 personas.

## Golpe de Estado de 2002
Pérez Recao fue acusado, en el año 2002, de proveer parte del armamento para la seguridad de Pedro Carmona, durante el Golpe de Estado del 11 de abril de 2002, cuando Carmona fue nombrado presidente de Venezuela en una reunión encabezada por un grupo de militares, en el piso 5 de Fuerte Tiuna, donde Pérez Recao participó junto con el comandante general del ejército, Efraín Vázquez Velazco, y el jurista Alan Brewer Carías, los cuales presuntamente se encontraban haciendo el Acta de Constitución del Gobierno de Transición Democrática y Unidad Nacional, según afirmó el periodista Rafael Poleo. Cabe aclarar que Allan Brewer Carías no estuvo de acuerdo con dicha acta y negó haber participado en su redacción.
Rafael Poleo también señaló a Pérez Recao de ser el cerebro y ejecutor del golpe, ya que este tenía representaciones de industrias internacionales, entre ellas, de armamento israelí; además de estar vinculado con la petroquímica Venoco, de la cual se afirma que Pedro Carmona fue un empleado.  A todo esto, Isaac Pérez Recao negaría las acusaciones en su contra, donde insistió en que nada tuvo que ver con la constitución del gobierno de transición que disolvió la mayoría de los poderes públicos, afirmando que solo asume «con plena responsabilidad y civismo» su condición de opositor al gobierno. También negó que el empresario Pedro Carmona, presidente de facto durante el golpe, haya sido su empleado. Señaló que:

El doctor Pedro Carmona no es, ni ha sido mi empleado, ni en Venoco, ni en ninguna otra parte, lo conozco poco, pero lo consideró un hombre íntegro y de principios.

Tras el fracaso del golpe, inmediatamente la Dirección de Inteligencia Militar (DIM) allanó cuatro viviendas pertenecientes a la familia de Isaac Pérez Recao. Los allanamientos realizados permitieron el hallazgo de chalecos antibalas, armas largas y cortas, y uniformes camuflados; sin embargo, la familia aseguró que dichos objetos pertenecían al personal de seguridad.
Uno de los abogados de Pérez Recao, Francisco Gadea Pérez, impugnó el allanamiento señalando que no se había cumplido los procedimientos legales, ya que, a su juicio, para entrar en una propiedad se debe tener la autorización de un juez de Control. Luego, a horas después de iniciada la operación, se presentaría un fiscal militar con una orden de allanamiento de un tribunal militar. De igual forma, los agentes de la DIM también reportaron que durante el registro se encontraron permisos otorgados por altos oficiales, acusados de participar en el golpe, y un uniforme de general del ejército, en cuyo portanombre se leía «Medina G». A todo esto, Pérez Recao decide irse a Estados Unidos, donde se enfocó en sus negocios, siendo el más destacado una empresa contratista militar.
Posteriormente, la Fiscal Sexta Nacional del Ministerio Público, Luisa Ortega Díaz, solicitó medida de privación de libertad contra Daniel Romero e Isaac Pérez Recao, ambos por estar relacionados con el Golpe de Estado en Venezuela de 2002. La petición sería hecha ante el Tribunal 25.º de Control del Circuito Judicial Penal de Caracas, a cargo del juez José Alfonso Dugarte, y la justificación para ello recae en que, tanto Pérez Recao como Romero, fueron citados en calidad de imputados por los sucesos del 11 y 12 de abril de 2002, por el Ministerio Público, pero nunca comparecieron, razón por la cual motivó a que el Ministerio Público solicitara la medida privativa de libertad.

## Atentados de Caracas de 2003
El 23 de mayo de 2003, el diario Panorama publicaría una nota de prensa, donde contactan con una fuente policial cercana a las investigaciones que adelantaba la Dirección de los Servicios de Inteligencia y Prevención (DISIP) sobre los atentados de Caracas de 2003. Dicha fuente señaló como autores intelectuales y financistas de los atentados a Isaac Pérez Recao y al dueño de una empresa de baterías de nombre «Gianni» (no se reveló la identidad de esta persona, pero se sospecha que se refería a Silvano Gelleni, dueño de la fábrica de baterías Duncan), conjuntamente con los hermanos Otoniel Guevara Pérez y Rolando Guevara Pérez, quienes presuntamente adelantaron las compras de los explosivos C-4 (a estos dos últimos, se les había emitido una orden de captura el 17 de mayo).
El 20 de noviembre de 2003, serían allanadas las oficinas en Caracas de Pérez Recao, en busca de evidencias de su presunto vínculo con los atentados contra las sedes diplomáticas de España y Colombia, siendo el tercer allanamiento policial contra empresas sospechosas de estar vinculadas a los atentados. Posteriormente, el director de investigaciones policiales, David Colmenares, informó que en el allanamiento fueron incautadas armas y dos vehículos que serían sometidos a exámenes en busca de partículas «que lo vincule a materiales explosivos». Asimismo, también informó que se encontraron piezas de un helicóptero, mirillas infrarrojas, equipos satelitales de comunicaciones y hasta un uniforme de general completo, con distinciones incluidas.

## Enfrentamientos en la Cota 905 de 2021
Durante los enfrentamientos en la Cota 905 de 2021, el Ministerio Público acusó a Pérez Recao de proporcionar armas, explosivos y municiones a la organización delincuencial que operaba en la Cota 905, provenientes de depósitos clandestinos que serían propiedad de Isaac Pérez Recao, quien a su vez estaría financiado por Pedro Carmona. También señalaron que dichos materiales bélicos fueron ingresados al país, bajo la presunta responsabilidad de Luis Guillermo Sánchez Silva y Manuel Andrés Baro Freites, personal de confianza de Pérez Recao.